# Зарасай
Зараса́й (лит. Zarasai; в 1836—1918 годах — Новоалександровск, в 1919—1929 годах — Эжеренай) — город в Утенском уезде на северо-востоке Литвы, административный центр Зарасайского районного самоуправления. Имеет статус курортной территории.

## Положение и общая характеристика
Расположен между семью озёрами (Зарасас, Зарасайтис и другими), на шоссе Каунас — Даугавпилс, в 143 км к северо-востоку от Вильнюса и в 180 км от Каунаса, в 18 км от железнодорожной станции Турмантас.
Маслодельный завод, текстильно-галантерейная фабрика. Краеведческий музей. Католический костёл Вознесения Святой Девы Марии (1878), православная церковь Всех Святых (1885), старообрядческий храм Покрова Пресвятой Богородицы (1992). Многочисленные озера и живописные окрестности привлекают туристов.

## Название
Зафиксированная в документах, начиная с 1522 года, форма Езёросы (пол. Jeziorosy) происходит из селонского языка (язык балтского племени, частью ассимилировавшегося литовцами, частью — латышами). Согласно принятой гипотезе, Jeziorosy отражают реконструируемую литовскую форму Ezerasai, которая, в свою очередь, образована распространённым образом от названия озера Ezerasas (реконструируемая форма).
Посетившему Езёросы императору Николаю I так понравился город и окрестности, что он выразил пожелание дать ему новое название Александровск, в честь сына Александра. Поскольку, однако, в России уже имелось несколько городов с таким названием, город в 1836 году был назван Ново-Александровск. После обретения Литвой независимости, при присвоении городам официальных литовских названий, форма Jeziorosy была воспринята как полонизм, поэтому было сконструировано название Эжеренай (лит. Ežerėnai), от ežeras — озеро. В 1919—1929 годах город официально назывался Эжеренай, затем, после длительных дискуссий, было утверждено название Зарасай. Однако в 1930-е годы в литовской печати продолжало использоваться наряду с новым официальным названием прежнее, а в русской печати — Эжерены.

## История
В XIV—XVIII веках местность была собственностью виленского епископа. В конце XV века упоминалось образовавшееся здесь поместье, к 1522 году относится первое упоминание местечка Езёросы. С проведением в 1830—1836 годах шоссе Динабург (ныне Даугавпилс) — Каунас местечко было переименовано в Ново-Александровск (Новоалександровск; 1836) и стало уездным городом — административным центром Браславского уезда (уездные власти до переименования и изменения статуса города располагались в Видзах). В 1842 году из бывшего Браславского и части Вилкомирского уездов был образован Ново-Александровский уезд Ковенской губернии.
В первой половине XVIII века в местечке и окрестностях обосновались старообрядцы. Первый старообрядческий храм устроен вблизи Езёрос на берегу озера Самани (ныне деревня Боровка) в 1735 году. Он был уничтожен в 1847 году по распоряжению курляндского генерал-губернатора. С первой половины XIX века богослужения совершались в доме купца Андрея Щербакова (1825—1881).
В 1872 году была возведена единоверческая церковь. К единоверию примкнула часть здешних старообрядцев. Позднее единоверческая община распалась, а её члены вернулись в староверие. После манифеста 1905 года о началах веротерпимости был устроен деревянный храм, разрушенный во время Первой мировой войны. В начале 1920-х годов предприниматель Леонтий Иванов подарил старообрядческой общине дом, в котором до 1990-х действовала моленная. В октябре 1992 года завершено строительство и освящён храм Покрова Пресвятой Богородицы. Прихожан в начале XXI века насчитывалось около тысячи жителей города и окрестностей.
Также 15(27) августа 1878 года здесь родился Петр Николаевич Врангель, одна из главных персон белого движения и армии Российской Империи.
По переписи населения 1897 года, из населения в 6359 человек 3347 (больше половины) составляли евреи. Также в городе жили поляки — 1 566, русские — 1 033, литовцы — 271. Практически всё еврейское население было уничтожено во время Холокоста в годы Второй мировой войны. Надгробные плиты были убраны с еврейского кладбища и использованы как уличное покрытие.
В Зарасае 18 марта 1923 года родилась Герой Советского Союза Мария Мельникайте, которая под именем Марите Маргите с мая 1943 года воевала против немцев в партизанском отряде им. Кестутиса. 8 июля 1943 года после подрыва немецкого поезда попала в плен. Выдержала 5 дней пыток и вырывание ногтей, так и не указав немцам местоположение партизанского отряда. Казнена 13 июля 1943 года в селе Канюкай.
Могила находится на берегу озера Зарасай недалеко от города Зарасай.

## Герб
Герб города утверждён декретом президента Литвы 7 марта 1996 года.
- Герб утверждённый 6 апреля 1845 года
- Герб утверждённый в 1969 году
- Герб утверждённый 7 марта 1996 года

## Население
| 2001  | 2002  | 2003  | 2004  | 2005  | 2006  | 2007  | 2008  | 2009  |
| ----- | ----- | ----- | ----- | ----- | ----- | ----- | ----- | ----- |
| 8355  | ↘8307 | ↘8246 | ↘8098 | ↘7931 | ↘7855 | ↘7766 | ↘7640 | ↘7501 |
| 2010  | 2011  | 2012  | 2013  | 2014  | 2015  | 2016  | 2017  | 2018  |
| ↘7419 | ↘7188 | ↘7066 | ↘6966 | ↘6779 | ↘6736 | ↘6633 | ↘6453 | ↘6276 |
| 2019  | 2020  | 2021  | 2022  | 2023  |       |       |       |       |
| ↘6142 | ↘6050 | ↗6077 | ↘5939 | ↗5942 |       |       |       |       |

В 1991 году насчитывалось 9,3 тысяч жителей, в 2006 году — 8 тысяч; ныне 7694 (2008)
| 1865                           | 1896 | 1897 | 1923 | 1939 | 1959 |
| ------------------------------ | ---- | ---- | ---- | ---- | ---- |
| 4770                           | 7556 | 6300 | 3785 | 4500 | 4700 |
| 1970                           | 1976 | 1979 | 1989 | 2001 | 2010 |
| 6624                           | 7400 | 7250 | 8916 | 8365 | 7568 |
| Гистограмма динамики населения |      |      |      |      |      |

## Транспорт
Ближайшая железнодорожная станция расположена в 19 километрах от города в Турмантасе. Существует автовокзал, с которого осуществляются регулярные рейсы в Вильнюс, Утену и прочие близлежащие города. Через город проходит сеть международных автобусных линий Ecolines.

## Города-побратимы
- Здуньска-Воля, Польша